# Paphiopedilum sugiyamanum
Paphiopedilum sugiyamanum — многолетнее трявянистое растение семейства Орхидные.
Вид не имеет устоявшегося русского названия.
Видовой статус остается под вопросом. Хотя вид включён в чеклист Королевских ботанических садов в Кью, некоторые систематики высказывают сомнения относительно его статуса.
В книге Koopowitz Harold, Comstock James, Woodin Carol, Tropical Slipper Orchids: Paphiopedilum and Phragmipedium Species and Hybrids авторы пишут: «опубликованные фотографии Paphiopedilum sugiyamanum напоминают растение, которое было когда-то известно, как Paphiopedilum nigritum, которое также имело зеленоватый с бронзовым отливом парус. Это растение было самоопылено, получившиеся растения оказались настолько разными, что Paph. nigritum классифицировали, как естественный гибрид».
На сайте slipperorchids.info, этот вид входит в синонимию Paphiopedilum hennisianum.
При этом Paph. sugiyamanum обнаружен на удалении в несколько сотен миль океана от места произрастания  Paph. hennisianum на Филиппинах.

## Этимология и история описания
Paph. sugiyamanum обнаружен в 2000 году Мицуру Сугияма (Mitsuru Sugiyama) и М. Абас (М. Abas). Вид назван в честь Мицуру Сугияма.
Описан во французском журнале Rhone-Alpes Orchidees, NO. 27, 2-9, January-July 2001 доктором William Cavestro.

## Биологическое описание
Paph. sugiyamanum тесно связан с Paphiopedilum dayanum, Paphiopedilum javanicum var. virens, Paphiopedilum hennisianum и Paphiopedilum lawrenceanum.
Побег симподиального типа, скрыт основаниями 3—5 листьев.
Листья продолговато—эллиптические, серовато—зеленые, верх листьев с мозаичной окраской глубокого зеленого цвета, испод листьев бледно-зелёный, 11—14 в длину, 3.1—3.4 см в ширину.
Соцветие одноцветковое, 30—35 см длиной, с пурпурным опушением.
Цветки 9—9.5 см в диаметре. Прарус бледно—зелёный, с тёмно—зелеными прожилками, вогнутый, 3.8—4.3 см длиной и 3,4—3,6 см шириной. Чашелистики бледно—зелёный, с тёмно-зелеными прожилками, вогнутые, обратно—ланцетные, ресничные на наружной поверхности, 3.3—3.7 см длиной и 1,5—1,7 см шириной. Лепестки бледно—зеленые, пятнистые, с ресничками на краях, продолговатые, изогнутые, 4.5—4.8 см длиной и 1,5—1,7 см в ширину.
Губа в форме перевернутого шлема, 3.8—4 см длиной и 2.6—2.8 см в ширину.
Стаминодий 0,9×1 см.
Морфологически близкий вид — Paphiopedilum hennisianum из Филиппин имеет такой же парус, губа в форме перевернутой шлема того же цвета. Основные отличия заключаются на следующим: лепестки Paph. sugiyamanum короче и больше, чем у Paph. hennisianum и не имеют бородавок на краях, цвет зеленоватый со светло—коричневым у основания. Также существуют отличия в строении стаминодия.

## Ареал, экологические особенности
Северо-восток Борнео, штат Сабах (Малайзия). Высота над уровнем моря неизвестна.

## В культуре
Информации о культуре мало. Вероятно, Paph. sugiyamanum нужно выращивать в условиях аналогичных условиям культуры Paphiopedilum dayanum, Paphiopedilum javanicum var. virens, Paphiopedilum hennisianum и Paphiopedilum lawrenceanum.
Основные компоненты субстрата: см. статью Paphiopedilum.